# Communauté de communes du Pays d'Uzel-près-l'Oust
La Communauté de communes du Pays d'Uzel-près-l'Oust es una comunidad de comunas francesa creada en el año 1994 y centrada en Uzel, en el departamento francés de Côtes-d'Armor y región de la Bretaña.

## Composición
Reagrupa 3 comunas:
1. Allineuc
2. Saint-Hervé
3. Uzel